# Bulevar Saint-Martin

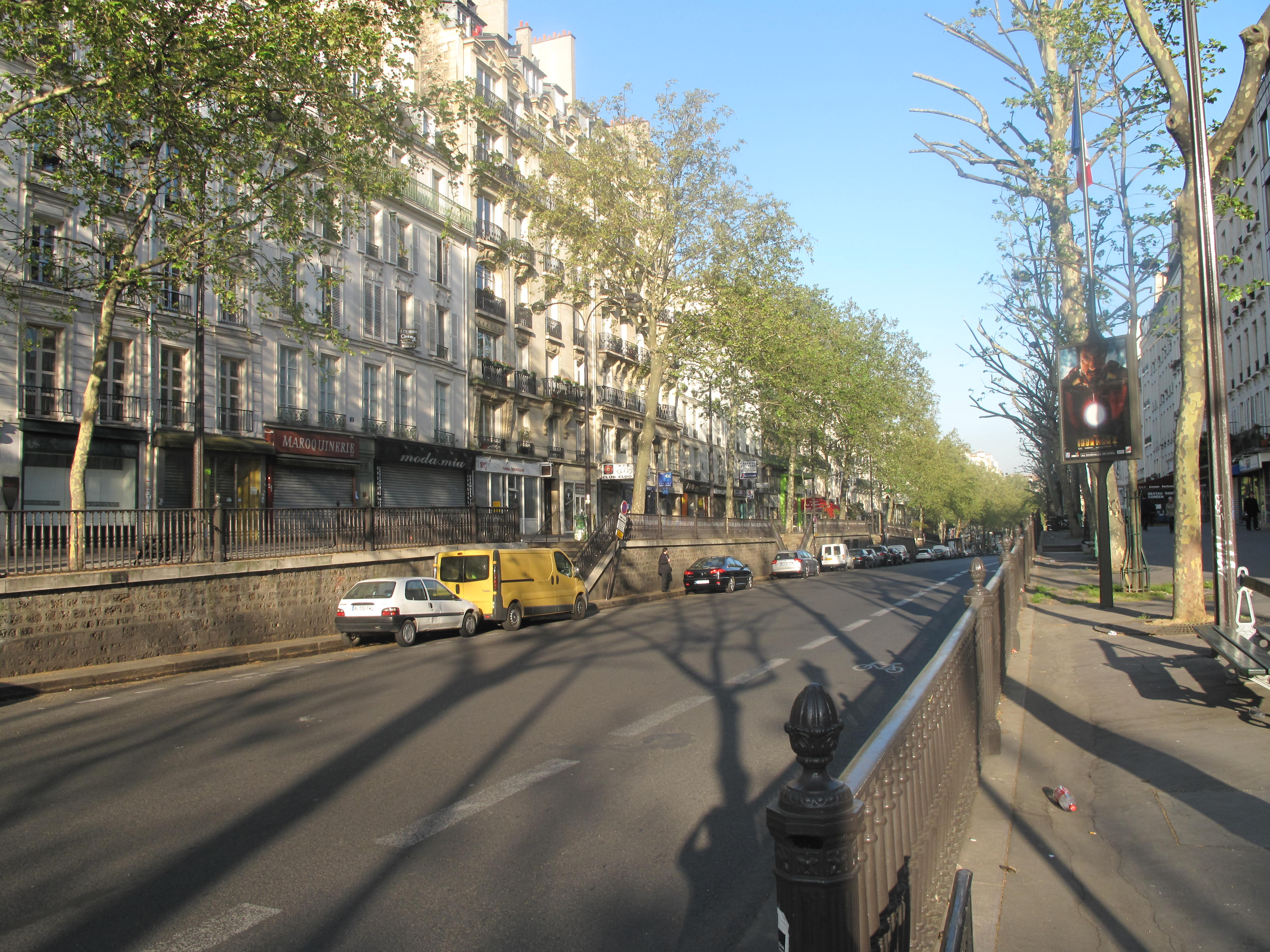
El bulevar con su calzada por debajo de las aceras.

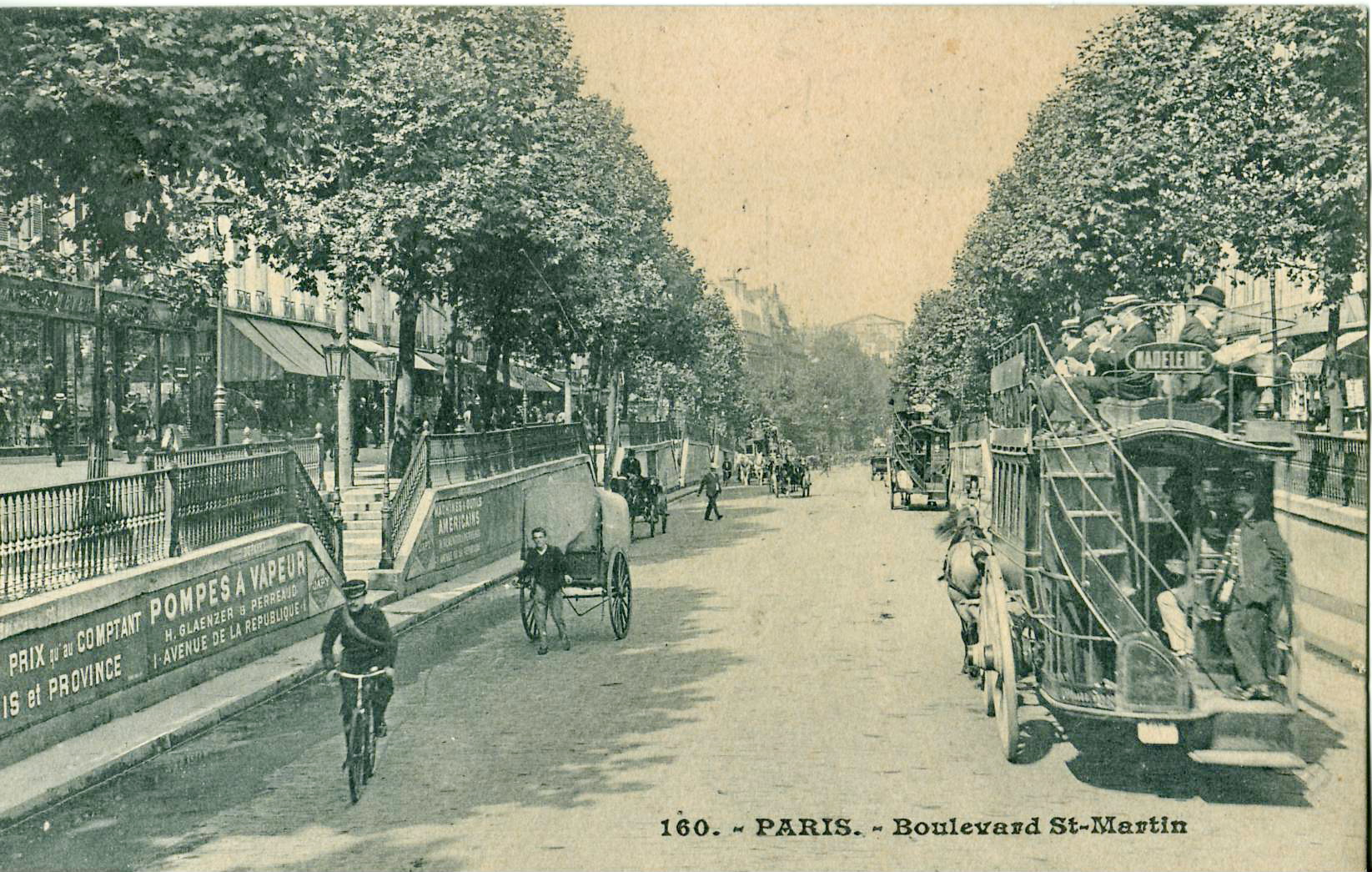
Un ómnibus de la CGO en el bulevar antes de la Primera Guerra Mundial.

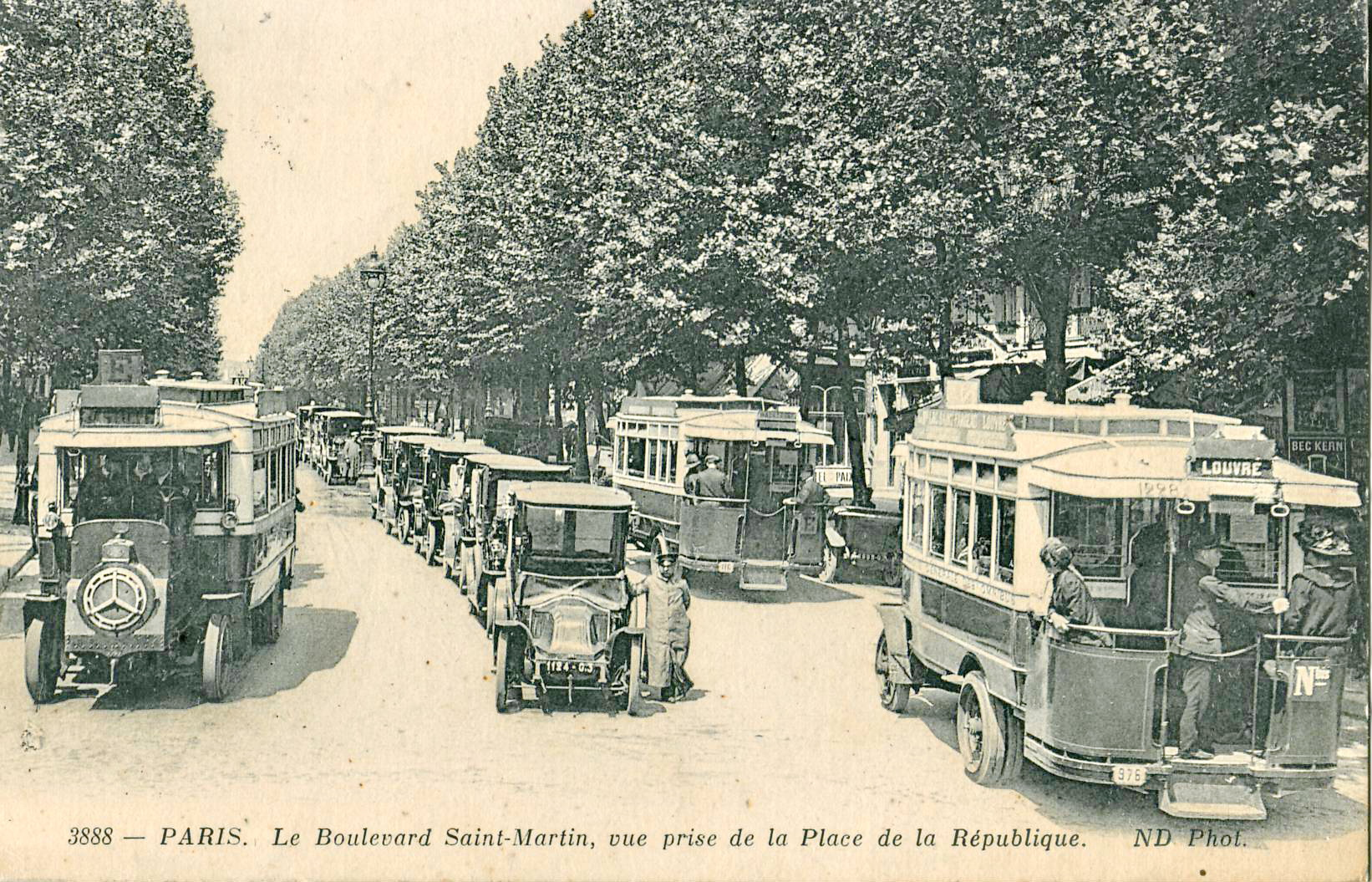
Algunos años después, el bulevar está ocupado por los autobuses de la CGO y los taxis. La circulación de automóviles privados parece inexistente.

El Bulevar Saint-Martin es un bulevar que forma el límite entre los distritos III y  X de París, Francia. Es la sección de los Grandes Bulevares comprendida entre la Plaza de la República y la Porte Saint-Martin.

## Historia
Como todo el conjunto de los Grandes Bulevares, fue construido en lugar de la muralla de Carlos V cuando esta fue demolida hacia el año 1660, pero presenta la particularidad de que su calzada fue rebajada para facilitar la circulación de las carrozas y los carros evitando pendientes demasiado pronunciadas, mientras que sus aceras permanecieron a su nivel inicial, hasta unos dos metros más alto.

## Lugares de interés
- Porte Saint-Martin, declarada monument historique.[1]
- Théâtre de la Porte-Saint-Martin, declarado monument historique.[2]
- Théâtre de la Renaissance, declarado monument historique.[3]
- Georges Méliès nació en el número 29.[4]
- Le Caveau de la République, célebre cabaret fundado en 1901 en la ubicación de la granja de la Vacherie, en el número 1.

Esta calle está servida por las estaciones Strasbourg - Saint-Denis y République del Metro de París.